# Diocesi di Filadelfia di Arabia
La diocesi di Filadelfia di Arabia (in latino Dioecesis Philadelphiensis in Arabia) è una sede soppressa e sede titolare della Chiesa cattolica.

## Storia
Filadelfia di Arabia, corrispondente alla città di Amman, capitale dell'odierna Giordania, è un'antica sede episcopale della provincia romana d'Arabia nella diocesi civile d'Oriente. Faceva parte del patriarcato di Antiochia ed era suffraganea dell'arcidiocesi di Bosra, come attestato da una Notitia episcopatuum del VI secolo.
Sono diversi i vescovi noti di quest'antica diocesi. Le fonti letterarie documentano tre vescovi: Cirione, che prese parte al primo concilio di Nicea nel 325 e ad un concilio celebrato ad Antiochia, forse nel 330; Eulogio, che fu tra i padri del concilio di Calcedonia nel 451; e Giovanni, destinatario di una lettera di papa Martino I, che lo nomina suo rappresentante presso i patriarchi di Antiochia e di Gerusalemme.
Le scoperte archeologiche, soprattutto nei villaggi attorno ad Amman, hanno restituito i nomi di diversi vescovi: Teodosio, documentato nel 502 e nel 508; Poliucto e Tommaso, le cui iscrizioni non hanno una datazione precisa; e Giorgio, la cui iscrizione porta la data del 687.
Dal XIV secolo Filadelfia di Arabia è annoverata tra le sedi vescovili titolari della Chiesa cattolica; la sede è vacante dal 4 maggio 1995.

## Cronotassi

### Vescovi greci
- Cirione † (menzionato nel 325)
- Eulogio † (menzionato nel 451)
- Teodosio † (prima del 502 - dopo il 508)[5]
- Polieucto †[6]
- Tommaso †[7]
- Giovanni † (menzionato nel 649)[8]
- Giorgio † (menzionato nel 687)[9]

### Vescovi titolari
I vescovi di Filadelfia di Arabia appaiono confusi con i vescovi di Filadelfia di Lidia, perché nelle fonti citate le cronotassi delle due sedi non sono distinte.
- Guido † (1314 - ?)
- Nicola † (? - 21 aprile 1367 nominato vescovo di Pult)
- Henri Potin, O.Carm. † (11 dicembre 1480 - ?)
- Guglielmo di Gabarrario, O.Carm. † (18 aprile 1488 - ?)
- Raimondo de Fabro †
- Fabian Weickmann † (1514 - 29 novembre 1526 deceduto)[10]
- Filippo de Uria † (18 febbraio 1517 - ?)
- Anton Braun † (4 maggio 1530 - 13 agosto 1540 deceduto)[10]
- Thomas Swillington, O.E.S.A. † (12 luglio 1532 - ?)
- Cristoforo Mazzucca, C.R.S.A. † (20 aprile 1534 - ?)
- Bernard Jordan, O.E.S.A. † (14 aprile 1535 - ? deceduto)
- Gerolamo di Toro, O.E.S.A. † (23 luglio 1539 - ? deceduto)
- Leonhard Haller † (5 novembre 1540 - 25 marzo 1570 deceduto)[10]
- Philippe Musnier † (15 giugno 1545 - ?)
- Benoit Cabater, O.Carm. † (26 novembre 1548 - ?)
- Jacques Montracher, O.F.M. † (? - 9 agosto 1552 deceduto)
- Wolfgang Holl † (23 agosto 1570 - 4 settembre 1589 deceduto)[10]
- Antonio Maria Sauli † (27 novembre 1585 - dicembre 1586 succeduto arcivescovo di Genova)
- Lorenz Eiszepf † (22 gennaio 1590 - 17 marzo 1601 deceduto)[10]
- Ascanio Parisi † (2 agosto 1599 - 24 aprile 1600 succeduto vescovo di Marsico Nuovo)
- Benjamin de Brichanteau † (23 giugno 1608 - 28 marzo 1612 succeduto vescovo di Laon)
- François de La Valette Cornusson † (8 gennaio 1618 - 2 agosto 1622 succeduto vescovo di Vabres)
- Pierre Camelin † (21 giugno 1621 - 12 giugno 1637 succeduto vescovo di Fréjus)
- Eustache de Chery † (26 settembre 1633 - 17 giugno 1643 succeduto vescovo di Nevers)
- Toussaint de Forbin-Janson † (5 luglio 1655 - 14 maggio 1664 succeduto vescovo di Digne)
- Dominique de Ligni † (13 gennaio 1659 - 16 maggio 1659 succeduto vescovo di Meaux)
- Daniele Delfino † (22 febbraio 1659 - prima dell'8 febbraio 1689 deceduto)
- Leonardo Balsarini † (14 maggio 1668 - 1686 succeduto vescovo di Chio)
- François-Joseph de Grammont † (18 marzo 1686 - 7 settembre 1698 confermato arcivescovo di Besançon)
- Gerardus de Vera † (aprile 1698 - ?)
- Adam Franciszek Ksawery Rostkowski † (10 maggio 1700 - 5 marzo 1738 deceduto)
- Alessandro degli Abbati † (15 dicembre 1728 - 21 maggio 1731 nominato vescovo di Viterbo e Tuscania)
- Petrus Franciscus Hugon † (11 aprile 1736 - 17 settembre 1754 deceduto)
- Innocenzo Sanseverino † (3 gennaio 1757 - 10 luglio 1762 deceduto)
- Charles Antoine de Grady † (22 novembre 1763 - 9 luglio 1767 deceduto)
- Antonio Maria Colonna, O.S.B. † (17 luglio 1775 - 17 marzo 1793 deceduto)[11]
- Daniel Murphy † (16 dicembre 1845 - 8 marzo 1866 succeduto vescovo di Hobart)[12]
- Luigi Giordani † (6 marzo 1871 - 22 giugno 1877 nominato arcivescovo di Ferrara)
- Domenico Gaspare Lancia di Brolo, O.S.B. † (28 marzo 1878 - 24 marzo 1884 nominato arcivescovo di Monreale)[13]
- Henrique José Reed da Silva † (17 marzo 1884 - 14 marzo 1887 nominato vescovo di São Tomé di Meliapore)[14]
- Giovani Battista Assmann † (1º giugno 1888 - 27 maggio 1903 deceduto)[15]
- Aristide Cavallari † (18 agosto 1903 - 13 marzo 1904 nominato patriarca di Venezia)
- Michele Fontevecchia † (19 aprile 1952 - 16 gennaio 1959 deceduto)
- Julian Groblicki † (25 maggio 1960 - 4 maggio 1995 deceduto)